# WISE 0350-5658
WISE 0350-5658 – brązowy karzeł reprezentujący typ widmowy Y, położony około 12 lat świetlnych od Słońca. Należy do najbliższych Układowi Słonecznemu obiektów gwiazdopodobnych i jest najbliższym Ziemi obiektem astronomicznym z gwiazdozbioru Sieci.

## Nazwa
Skrótowiec „WISE” pochodzi od nazwy teleskopu kosmicznego Wide-field Infrared Survey Explorer, obserwującego niebo w podczerwieni, który wykonał zdjęcia, na których odnaleziono obiekt. Liczby w nazwie oznaczają współrzędne astronomiczne tego ciała niebieskiego.